# Brandal
Brandal ist eine Ortschaft in der westnorwegischen Gemeinde Hareid im Fylke Møre og Romsdal. Die Ortschaft liegt auf der Insel Hareidlandet am Sulafjorden und hat 319 Einwohner (Stand: 1. Januar 2024).

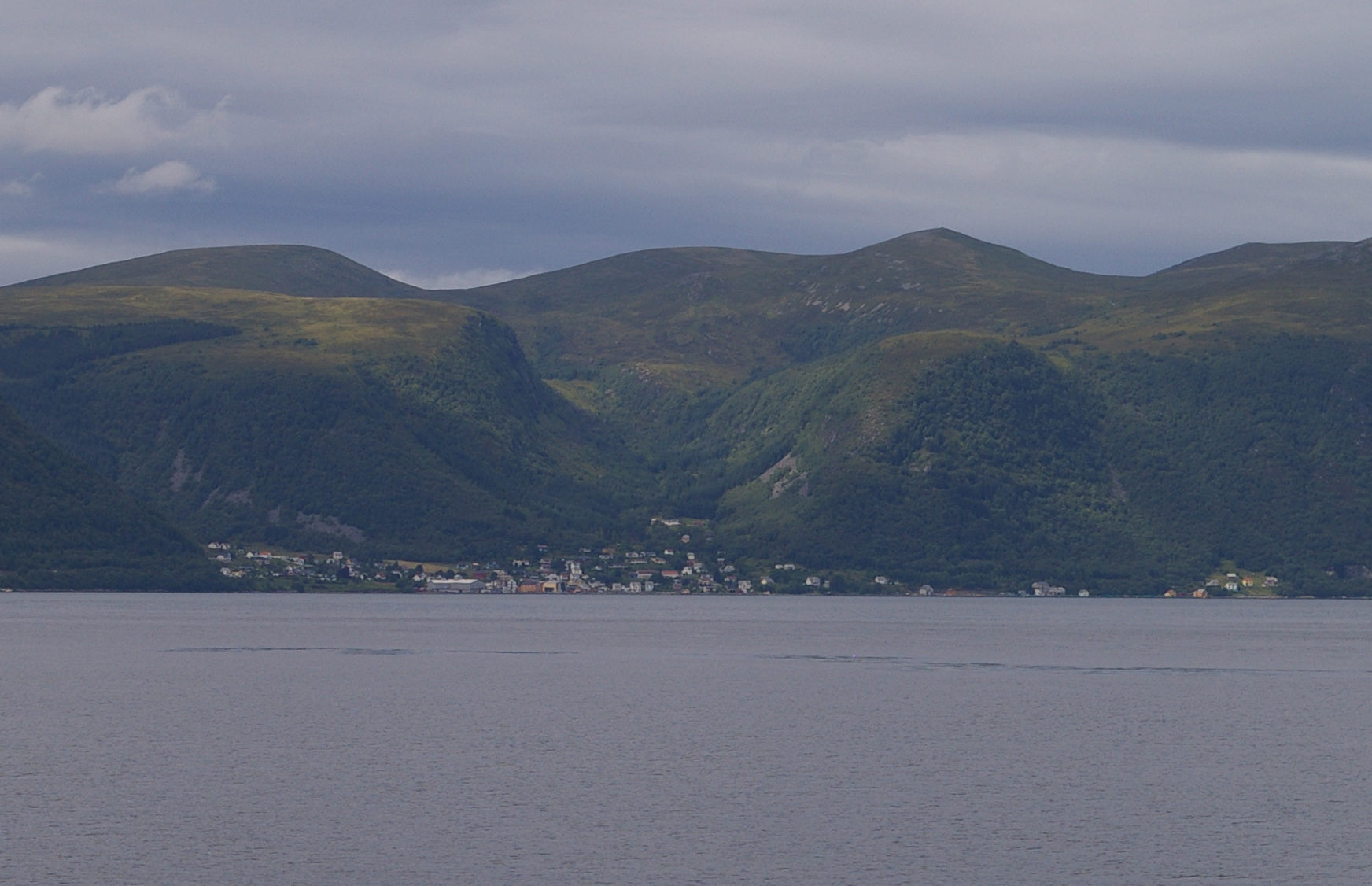
Brandal

Brandal war in der Zeit von 1898 bis 1998 ein Zentrum des Seehundfangs und Heimathafen von bis zu 47 Eismeerschiffen in Norwegen. Von diesen Eismeerschiffen existieren heute nur noch die Aarvak aus dem Jahr 1912 und die Polarstar aus dem Jahr 1948. Die Aarvak ist heute Bestandteil des Eismeermuseum Aarvak und kann in einer eigenen Bootshalle besichtigt werden.
Am 17. Mai 1941 wurde Brandal von deutschen Truppen besetzt, die bei Kvitneset eine Festung errichteten. In der Festung waren während des Krieges auch russische Kriegsgefangene untergebracht.